# Lepanthopsis
Lepanthopsis – rodzaj roślin z rodziny storczykowatych (Orchidaceae). Obejmuje 50 gatunków występujących w Ameryce Południowej, Środkowej i Północnej w takich krajach i regionach jak: Belize, Boliwia, Brazylia, Kolumbia, Kostaryka, Kuba, Dominikana, Ekwador, Salwador, Floryda, Gujana Francuska, Gwatemala, Gujana, Haiti, Honduras, Jamajka, Meksyk, Nikaragua, Panama, Peru, Portoryko, Wenezuela.

## Systematyka
Rodzaj sklasyfikowany do podplemienia Pleurothallidinae w plemieniu Epidendreae, podrodzina epidendronowe (Epidendroideae), rodzina storczykowate (Orchidaceae), rząd szparagowce (Asparagales) w obrębie roślin jednoliściennych.
Wykaz gatunków
- Lepanthopsis abbreviata Luer & Hirtz
- Lepanthopsis acetabulum Luer
- Lepanthopsis acuminata Ames
- Lepanthopsis anthoctenium (Rchb.f.) Ames
- Lepanthopsis apoda (Garay & Dunst.) Luer
- Lepanthopsis aristata Dod
- Lepanthopsis astrophora (Rchb.f. ex Kraenzl.) Garay
- Lepanthopsis atrosetifera Dod
- Lepanthopsis barahonensis (Cogn.) Garay
- Lepanthopsis bennettii Rykacz., Baranow & Kolan.
- Lepanthopsis calva Dod ex Luer
- Lepanthopsis comet-halleyi Luer
- Lepanthopsis constanzensis (Cogn.) Garay
- Lepanthopsis cucullata Dod
- Lepanthopsis culiculosa Luer
- Lepanthopsis densiflora (Barb.Rodr.) Ames
- Lepanthopsis dewildei Luer & R.Escobar
- Lepanthopsis dodii Garay
- Lepanthopsis doucetteana Pfahl
- Lepanthopsis farrago (Luer & Hirtz) Luer
- Lepanthopsis floripecten (Rchb.f.) Ames
- Lepanthopsis glandulifera Dod
- Lepanthopsis hirtzii Luer
- Lepanthopsis hotteana (Mansf.) Garay
- Lepanthopsis hyalina (H.Stenzel) Karremans
- Lepanthopsis legadensis Zandoná & Cath. ex A.Doucette & Pfahl
- Lepanthopsis lingulata Dod
- Lepanthopsis maculanthina L.E.Matthews
- Lepanthopsis melanantha (Rchb.f.) Ames
- Lepanthopsis micheliae Dod
- Lepanthopsis microlepanthes (Griseb.) Ames
- Lepanthopsis moniliformis Dod
- Lepanthopsis obliquipetala (Ames & C.Schweinf.) Luer
- Lepanthopsis ornipteridion Dod
- Lepanthopsis peniculus (Schltr.) Garay
- Lepanthopsis pristis Luer & R.Escobar
- Lepanthopsis prolifera Garay
- Lepanthopsis pulchella Garay & Dunst.
- Lepanthopsis purpurata Dod ex Luer
- Lepanthopsis pygmaea C.Schweinf.
- Lepanthopsis rinkei Luer
- Lepanthopsis serrulata (Cogn.) Hespenh. & Garay
- Lepanthopsis stellaris Dod
- Lepanthopsis steyermarkii Foldats
- Lepanthopsis trulliformis I.Jiménez
- Lepanthopsis ubangii Luer
- Lepanthopsis undulata Kolan. & Szlach.
- Lepanthopsis vellozicola R.C.Mota, F.Barros & Stehmann
- Lepanthopsis vinacea C.Schweinf.
- Lepanthopsis woodsiana Dod ex Luer